# Łękawa (województwo łódzkie)
Łękawa – wieś w Polsce położona w województwie łódzkim, w powiecie bełchatowskim, w gminie Bełchatów, przy drodze wojewódzkiej nr 484 z Kamieńska do Buczku.
Do 1953 roku istniała gmina Łękawa. W latach 1954–1968 wieś należała i była siedzibą władz gromady Łękawa, po jej zniesieniu w gromadzie Grocholice. W latach 1975–1998 miejscowość administracyjnie należała do województwa piotrkowskiego.
W miejscowości znajdował się Młodzieżowy Ośrodek Wychowawczy. Od 2012 w tym samym budynku mieści się Młodzieżowy Ośrodek Socjoterapii.
 przez wieś biegnie Łódzka Magistrala Rowerowa N-S
Parafia Narodzenia Najświętszej Maryi Panny w Łękawie erygowana była w 1931 r. Murowany kościół konsekrowany został 12 września 1999 r. przez biskupa Adama Lepę.

## Zabytki
Według rejestru zabytków Narodowego Instytutu Dziedzictwa na listę zabytków wpisany jest obiekt:
- park dworski, XVIII, XIX, nr rej.: 350 z 14.02.1989